# Lijst van gemeentelijke monumenten in Losser
De gemeente Losser heeft 57 gemeentelijke monumenten, hieronder een overzicht. 

## Beuningen
De plaats Beuningen kent 10 gemeentelijke monumenten:
| Object                                 | Bouwjaar             | Architect | Locatie                          | Coördinaten                   | Nr.        | Afbeelding                             |
| -------------------------------------- | -------------------- | --------- | -------------------------------- | ----------------------------- | ---------- | -------------------------------------- |
| Landkruis                              |                      |           | Beuningerstraat nabij huisnr. 64 |                               | 0168/WN001 | Upload foto                            |
| Boerderij De Slinge                    |                      |           | Borgbosweg 1                     | 52° 21' 36" NB, 6° 59' 45" OL | 0168/WN002 | Boerderij De Slinge                    |
| Boerderij Borg-Beuningen               | ± 1832, 1879 en 1927 |           | Borgbosweg 8-10                  | 52° 21' 55" NB, 6° 59' 29" OL | 0168/WN003 | Meer afbeeldingen                      |
| Mariakapel                             |                      |           | Hoek Paandersdijk / Schoolweg    | 52° 21' 11" NB, 6° 59' 44" OL | 0168/WN004 | Mariakapel                             |
| Jachthuis / theehuis Landgoed Meuleman | 1928 ev              |           | Lutterzandweg 19                 | 52° 20' 39" NB, 7° 1' 26" OL  | 0168/WN005 | Jachthuis / theehuis Landgoed Meuleman |
| Boerderij Erve Hasman                  | ca 1900              |           | Mekkelhorsterstraat 27           | 52° 21' 32" NB, 7° 1' 14" OL  | 0168/WN006 | Boerderij Erve Hasman                  |
| Boerderij Hoog Ende                    | 1929                 |           | Singravenweg 9                   | 52° 22' 18" NB, 6° 59' 7" OL  | 0168/WN007 | Boerderij Hoog Ende                    |
| Landkruis erf Bekboer                  |                      |           | Bentheimerdijk 5                 | 52° 21' 45" NB, 7° 2' 7" OL   | 0168/WN008 | Landkruis erf Bekboer                  |
| Landkruis erf Remerink                 |                      |           | Hassinkhofweg 2                  | 52° 21' 29" NB, 7° 1' 6" OL   | 0168/WN009 | Landkruis erf Remerink                 |
| Landkruis Volterdijk                   |                      |           | Volterdijk ongenummerd           |                               | 0168/WN010 | Upload foto                            |

## De Lutte
De plaats De Lutte kent 21 gemeentelijke monumenten:
| Object                                           | Bouwjaar       | Architect                                | Locatie                                              | Coördinaten                   | Nr.        | Afbeelding                                       |
| ------------------------------------------------ | -------------- | ---------------------------------------- | ---------------------------------------------------- | ----------------------------- | ---------- | ------------------------------------------------ |
| Boerderij Erve Aust                              | 1915           |                                          | Austweg 11                                           | 52° 19' 6" NB, 7° 1' 3" OL    | 0168/WN011 | Boerderij Erve Aust                              |
| Buitenverblijf De Boschkamp                      | 1913 / 1956    | De Bazel                                 | Bentheimerstraat 18                                  | 52° 19' 6" NB, 6° 58' 9" OL   | 0168/WN012 | Meer afbeeldingen                                |
| Landkruis                                        | 1980 (replica) |                                          | Hoek Beuningerstraat / Lossersedijk                  | 52° 19' 26" NB, 7° 0' 33" OL  | 0168/WN013 | Landkruis                                        |
| Woonhuis Het Egheria                             | 1909 / 1948    | Karel Muller / Feenstra / van Boekhuizen | Egheriaweg 2                                         | 52° 19' 16" NB, 6° 57' 16" OL | 0168/WN014 | Woonhuis Het Egheria                             |
| Sculptuur van Diana                              |                |                                          | Haermansweg (nabij huisnr. 6)                        |                               | 0168/WN015 | Sculptuur van Diana                              |
| Toegangshek, zomerhuis, boerderij De Hakenberg   | 1896, 1928     | Schontaler (LS190)                       | Hakenbergweg 16-18                                   | 52° 20' 18" NB, 6° 59' 23" OL | 0168/WN016 | Meer afbeeldingen                                |
| Boerderij Erve Dalkotte                          | ca 1905        |                                          | Hanhofweg 11                                         | 52° 19' 30" NB, 6° 58' 59" OL | 0168/WN017 | Boerderij Erve Dalkotte                          |
| Mariakapel                                       | 1997           |                                          | Hanhofweg ongenummerd                                |                               | 0168/WN018 | Mariakapel                                       |
| Schuur                                           | ca 1880        |                                          | Harinkweg 5                                          | 52° 18' 8" NB, 6° 57' 16" OL  | 0168/WN019 | Schuur                                           |
| Mariakapel                                       |                |                                          | Kruisseltlaan ongenummerd                            |                               | 0168/WN020 | Mariakapel                                       |
| Arboretum Poort Bulten                           | 1910           | L.A. Springer / W.J. Hendriks            | Lossersestraat ongenummerd                           |                               | 0168/WN021 | Arboretum Poort Bulten                           |
| Woonhuis (buitenhuis) De Paasberg                | ± 1912         | Karel Muller                             | Paasbergweg 8                                        | 52° 19' 42" NB, 6° 58' 25" OL | 0168/WN022 | Woonhuis (buitenhuis) De Paasberg                |
| Kapel Paasbergweg                                |                |                                          | Paasbergweg / Middelkampweg ongenummerd              |                               | 0168/WN031 | Upload foto                                      |
| R.K. Plechelmuskerk                              | 1931           | Clemens Hardeman                         | Plechelmusstraat 7                                   | 52° 18' 53" NB, 6° 59' 12" OL | 0168/WN023 | Meer afbeeldingen                                |
| Boerderij Erve Boerrigter                        | ca 1895        |                                          | Plechelmusstraat 12-14                               | 52° 18' 59" NB, 6° 59' 11" OL | 0168/WN024 | Meer afbeeldingen                                |
| Jachthuis / jachtopzienerswoning Poortbulten     | 1920 / '21     | K. Muller                                | Postweg 35                                           | 52° 18' 10" NB, 6° 59' 27" OL | 0168/WN025 | Jachthuis / jachtopzienerswoning Poortbulten     |
| Koepel                                           | 1955 en 1948   | Jan Jans                                 | Tankenbergweg (nabij huisnr. 6-8)                    |                               | 0168/WN026 | Koepel                                           |
| Boerderij De Tanken                              | 1930 en eerder |                                          | Tankenbergweg 6                                      | 52° 19' 23" NB, 6° 57' 28" OL | 0168/WN027 | Boerderij De Tanken                              |
| Kapel ter herinnering aan de Tweede Wereldoorlog | 1948           |                                          | Tankenbergweg nabij huisnr. 8 / Alleeweg ongenummerd |                               | 0168/WN028 | Kapel ter herinnering aan de Tweede Wereldoorlog |
| Landkruis Boerskotten                            | 1945           |                                          | Haermansweg ongenummerd                              |                               | 0168/WN029 | Upload foto                                      |
| Kapel erf Binkhorst                              |                |                                          | Lossersedijk 10                                      | 52° 17' 38" NB, 7° 1' 23" OL  | 0168/WN030 | Kapel erf Binkhorst                              |

## Glane
De plaats Glane kent 1 gemeentelijk monument:
| Object        | Bouwjaar | Architect | Locatie            | Coördinaten                  | Nr.        | Afbeelding    |
| ------------- | -------- | --------- | ------------------ | ---------------------------- | ---------- | ------------- |
| Kapel Wolters |          |           | Gronausestraat 319 | 52° 14' 20" NB, 7° 0' 18" OL | 0168/WN032 | Kapel Wolters |

## Losser
De plaats Losser kent 17 gemeentelijke monumenten:
| Object                                  | Bouwjaar          | Architect  | Locatie                    | Coördinaten                   | Nr.        | Afbeelding                              |
| --------------------------------------- | ----------------- | ---------- | -------------------------- | ----------------------------- | ---------- | --------------------------------------- |
| Hotel / slijterij Hotel Smit            | ± 1900            |            | Brinkstraat 36             | 52° 15' 46" NB, 7° 0' 29" OL  | 0168/WN033 | Hotel / slijterij Hotel Smit            |
| Woonhuis / verenigingsgebouw Ons gebouw | ca 1930           |            | Brinkstraat 40-42          | 52° 15' 48" NB, 7° 0' 30" OL  | 0168/WN034 | Woonhuis / verenigingsgebouw Ons gebouw |
| Mariakapel                              |                   |            | Broekhoekweg ongenummerd   |                               | 0168/WN035 | Mariakapel                              |
| Woonhuis                                | 1936              |            | Enschedesestraat 111       | 52° 15' 41" NB, 6° 58' 52" OL | 0168/WN036 | Woonhuis                                |
| Woonhuis bovenmeester                   | 1914              | F. Croonen | Enschedesestraat 19        | 52° 15' 47" NB, 7° 0' 1" OL   | 0168/WN037 | Woonhuis bovenmeester                   |
| Dubbel woonhuis                         | 1907              |            | Gronausestraat 166-168     | 52° 15' 19" NB, 7° 0' 33" OL  | 0168/WN038 | Dubbel woonhuis                         |
| R.K. Maria Geboortekerk en pastorie     | 1901 / '02 en '04 | A. Tepe    | Gronausestraat 2-4         | 52° 15' 47" NB, 7° 0' 13" OL  | 0168/WN039 | Meer afbeeldingen                       |
| Woonhuis / huisartsenpraktijk           | 1934 / '35        | Sluymer    | Gronausestraat 72          | 52° 15' 33" NB, 7° 0' 27" OL  | 0168/WN040 | Woonhuis / huisartsenpraktijk           |
| Transformatorhuisje                     | ± 1920            |            | Hogeboekelweg 1            | 52° 15' 44" NB, 6° 59' 38" OL | 0168/WN041 | Transformatorhuisje                     |
| Boerderij Judithhoeve                   | 1912              |            | Judithhoeveweg 5           | 52° 16' 42" NB, 6° 57' 31" OL | 0168/WN042 | Boerderij Judithhoeve                   |
| Nederlands Hervormde begraafplaats      | 1900              |            | Kloosterstraat ongenummerd |                               | 0168/WN043 | Nederlands Hervormde begraafplaats      |
| Klooster "Maria Bijstand"               | 1881              |            | Kostersgaarden 44-52       | 52° 15' 43" NB, 7° 0' 32" OL  | 0168/WN044 | Meer afbeeldingen                       |
| Boerderij / smederij                    | ca 1665           |            | Martinusplein 4            | 52° 15' 48" NB, 7° 0' 25" OL  | 0168/WN045 | Boerderij / smederij                    |
| Woonhuis Bonkenhoes                     | 1825 / 1900       |            | Martinusplein 8            | 52° 15' 48" NB, 7° 0' 26" OL  | 0168/WN046 | Woonhuis Bonkenhoes                     |
| Woonhuis met bedrijfsgedeelte           | 1892 - '93        |            | Torenstraat 2              | 52° 15' 48" NB, 7° 0' 27" OL  | 0168/WN047 | Meer afbeeldingen                       |
| Kapel bij erf Becks                     |                   |            | Oldenzaalsestraat 131      | 52° 16' 29" NB, 6° 58' 41" OL | 0168/WN048 | Kapel bij erf Becks                     |
| Kapel bij erf ’t Oal Luthoes            |                   |            | Snoeyinksweg 1             | 52° 17' 5" NB, 7° 0' 17" OL   | 0168/WN049 | Kapel bij erf ’t Oal Luthoes            |

## Overdinkel
De plaats Overdinkel kent 8 gemeentelijke monumenten:
| Object | Bouwjaar | Architect | Locatie                          | Coördinaten                  | Nr.        | Afbeelding |
| --- | -------- | --------- | -------------------------------- | ---------------------------- | ---------- | --- |
| Dubbel woonhuis                                                                                                   | ca 1920  |           | Hoofdstraat 60-62                | 52° 14' 31" NB, 7° 1' 51" OL | 0168/WN051 | Dubbel woonhuis                                                                                                   |
| R.K. Heilige Gerardus Majellakerk met pastorie en processiepark / kerkenbos                                       | 1907     | H. Kroes  | Hoofdstraat 76-78                | 52° 14' 25" NB, 7° 1' 55" OL | 0168/WN052 | Meer afbeeldingen                                                                                                 |
| Nederlands Hervormde kerk, pastorie                                                                               | 1908     |           | Hoofdstraat 182-184              | 52° 14' 9" NB, 7° 2' 10" OL  | 0168/WN050 | Nederlands Hervormde kerk, pastorie                                                                               |
| Particuliere begraafplaats Ebeltjeshof                                                                            | 1911     |           | Kerkhofweg (nabij huisnr. 275)   | 52° 13' 52" NB, 7° 2' 44" OL | 0168/WN053 | Particuliere begraafplaats Ebeltjeshof                                                                            |
| Muziekkoepel | 1952     |           | Pasmastraat hoek Spinnersweg     | 52° 14' 14" NB, 7° 1' 60" OL | 0168/WN054 | Muziekkoepel |
| Kapel erf Roterman                                                                                                |          |           | Rotermansweg nabij huisnr. 4     |                              | 0168/WN055 | Kapel erf Roterman                                                                                                |
| Landkruis Schuttersmonument                                                                                       |          |           | Hoek Welpeloweg / Invalsweg      | 52° 14' 35" NB, 7° 2' 11" OL | 0168/WN056 | Landkruis Schuttersmonument                                                                                       |
| Kapel, door de familie Butlers gebouwd uit dank voor de behouden terugkeer van hun zoon na de Tweede Wereldoorlog |          |           | Hoek Welpeloweg / Ruhenbergerweg | 52° 14' 45" NB, 7° 2' 38" OL | 0168/WN057 | Kapel, door de familie Butlers gebouwd uit dank voor de behouden terugkeer van hun zoon na de Tweede Wereldoorlog |

Almelo ·
Borne ·
Dalfsen ·
Dinkelland ·
Deventer ·
Enschede ·
Haaksbergen ·
Hardenberg ·
Hellendoorn ·
Hengelo ·
Hof van Twente ·
Kampen ·
Losser ·
Oldenzaal ·
Olst-Wijhe ·
Ommen ·
Raalte ·
Rijssen-Holten ·
Staphorst ·
Steenwijkerland ·
Twenterand ·
Wierden ·
Zwartewaterland ·
Zwolle